# NGC 7052
NGC 7052 (другие обозначения — PGC 66537, UGC 11718, MCG 4-50-6, ZWG 471.5) — эллиптическая галактика (E) в созвездии Лисичка.
Этот объект входит в число перечисленных в оригинальной редакции «Нового общего каталога».